# Школа Истинного Единства
Школа Истинного Единства или Чжэнъидао (кит. 正一道 Zhèngyīdào,  Путь Правильного Единства, Путь Истинного Одного) — религиозное направление даосизма, основанное во время династии Сун как школа, продолжающая Школу Небесных Наставников, эта школа опирается на линию Небесных Наставников со времён Чжан Даолина. Школа была признана китайскими императорами и её территория обладала правом самоуправления.

## История
В XII—XIII веках название Чжэнъи (Школа Истинного Единого) приобрело официальный статус.
Во время династии Сун и позднее при династии Мин руководители Школы Небесных Наставников были поставлены во главу всех направлений даосизма, и Школа Истинного Единого оставалась наиболее активной и процветающей среди всех других школ. Этот статус закрепил император Ли-цзун (1224 — 1264).
Территория вокруг горы Лунхушань в провинции Цзянси в 1275 году была пожалована императорами династии Сун во владение 36-го Небесного Наставника Чжан Цзунъяня, где вплоть до 1948 года действовала одна из главных даосских общин. Тогда же императором было признано главенство Небесного Наставника над всеми даосами южного Китая (северный был занят чжурчжэнями).
В 1304 году уже во времена монгольской династии Юань привилегии школы Чжэнъи были подтверждены специальным указом, 38-й Небесный Наставник Чжан Юцай с горы Лунхушань был объявлен главенствующим над учением трёх гор, хранителем регистра и талисманов, и фактически с этого времени школы Шанцин и Линбао прекратили своё самостоятельное существование и вошли в состав школы Чжэнъи.
При династии Мин Школа Небесных Наставников в значительной степени потеряла свои привилегии, в частности императоры перестали официально именовать её предводителей «Небесными наставниками».
После образования КНР в 1949 году 63-й «Небесный наставник» эмигрировал на Тайвань, где сейчас находится резиденция его преемника. Школа Чжэнъи оказывает существенное влияние на ситуацию на Тайване, особенно в крестьянской среде.

## Религиозная практика
В центре религиозной практики школы Истинного Единства — совершение общинных богослужений (цзяо), призванных «обновить» силы природы и способствовать процветанию общины верующих. Ритуалы имеют сложный символич. характер. Для её учения характерна подробная разработанность космологии. Доктрина Чжэнъи изложена в четвертом (дополнительном) разделе даосского канона «Дао цзан» под названием «Чжэнъи бу».

## Школа Истинного Единого в настоящее время
В настоящее время даосизм школы Истинного Единого преобладает на юге Китая, в провинциях Фуцзянь, Юньнань, Цзянси, Чжэцзян, Гуйчжоу, Хунань и в Шанхае. Так, в провинции Фуцзянь насчитывается более 4 тыс. даосов школы Истинного Единого, а школы Совершенной истины — лишь около 170 чел. Центрами учения Истинного Единого в КНР являются даосские комплексы «Трех гор магических заклинаний»: Лунхушань, Маошань, Гэцзаошань.
Летом 2009 новый Небесный Наставник Чжан Даочэнь, взошёл на свой пост в Наньтоу на Тайване и был также признан в горах Лунхушань, вернув туда печать Наставника.